# Pelargonidyna
Pelargonidyna – organiczny związek chemiczny z grupy antocyjanidynów, Występuje naturalnie jako barwnik roślinny, między innymi w pelargoniach, malinach, truskawkach, owocach śliw, żurawiny czy płatkach róż. Duże jej ilości zawiera czerwona fasola. Jak wszystkie antocyjanidyny jest antyutleniaczem. Pelargonidyna stosowana jest jako barwnik spożywczy o oznaczeniu E163d. Alkoholowy roztwór pelargonidyny jest wskaźnikiem pH.